# Gran Premio motociclistico di Catalogna 2007
Il Gran Premio motociclistico di Catalogna 2007 corso il 10 giugno, è stato il settimo Gran Premio della stagione 2007 e ha visto vincere: la Ducati di Casey Stoner in MotoGP, Jorge Lorenzo nella classe 250 e Tomoyoshi Koyama nella classe 125.

## MotoGP

### Qualifiche
| Pos | Pilota                     | Tempo       |
| --- | -------------------------- | ----------- |
| 1.  | Valentino Rossi (Yamaha)   | 1:41.840    |
| 2.  | Randy de Puniet (Kawasaki) | 1:41.901    |
| 3.  | Daniel Pedrosa (Honda)     | 1:42.002    |
| 4.  | Casey Stoner (Ducati)      | 1:42.117    |
| 5.  | John Hopkins (Suzuki)      | 1:42.233    |
| 6.  | Colin Edwards (Yamaha)     | 1:42.283    |
| 7.  | Nicky Hayden (Honda)       | 1:42.522    |
| 8.  | Toni Elías (Honda)         | 1:42.607    |
| 9.  | Marco Melandri (Honda)     | 1:42.623    |
| 10. | Alex Hofmann (Ducati)      | 1:42.860    |
| 11. | Chris Vermeulen (Suzuki)   | 1:42.967    |
| 12. | Shin'ya Nakano (Honda)     | 1:43.334    |
| 13. | Sylvain Guintoli (Yamaha)  | 1:43.557    |
| 14. | Alex Barros (Ducati)       | 1:43.722    |
| 15. | Carlos Checa (Honda)       | 1:43.729    |
| 16. | Makoto Tamada (Yamaha)     | 1:43.947    |
| 17. | Loris Capirossi (Ducati)   | 1:43.948    |
| 18. | Kenny Roberts Jr (KR212V)  | 1:44.263    |
| 19. | Kurtis Roberts (KR212V)    | 1:45.223    |
|     | Olivier Jacque (Kawasaki)  | senza tempo |

### Gara

#### Arrivati al traguardo
| Pos | Nº | Pilota           | Squadra              | Motocicletta | Giri | Tempo     | Griglia | Punti |
| --- | -- | ---------------- | -------------------- | ------------ | ---- | --------- | ------- | ----- |
| 1   | 27 | Casey Stoner     | Ducati Marlboro      | Ducati       | 25   | 43:16.907 | 4       | 25    |
| 2   | 46 | Valentino Rossi  | Fiat Yamaha          | Yamaha       | 25   | +0.069    | 1       | 20    |
| 3   | 26 | Daniel Pedrosa   | Repsol Honda         | Honda        | 25   | +0.390    | 3       | 16    |
| 4   | 21 | John Hopkins     | Rizla Suzuki         | Suzuki       | 25   | +7.814    | 5       | 13    |
| 5   | 14 | Randy de Puniet  | Kawasaki Racing      | Kawasaki     | 25   | +17.853   | 2       | 11    |
| 6   | 65 | Loris Capirossi  | Ducati Marlboro      | Ducati       | 25   | +19.409   | 17      | 10    |
| 7   | 71 | Chris Vermeulen  | Rizla Suzuki         | Suzuki       | 25   | +19.495   | 11      | 9     |
| 8   | 4  | Alex Barros      | Pramac d'Antin       | Ducati       | 25   | +24.862   | 14      | 8     |
| 9   | 33 | Marco Melandri   | Honda Gresini        | Honda        | 25   | +24.963   | 9       | 7     |
| 10  | 5  | Colin Edwards    | Fiat Yamaha          | Yamaha       | 25   | +35.348   | 6       | 6     |
| 11  | 1  | Nicky Hayden     | Repsol Honda         | Honda        | 25   | +36.301   | 7       | 5     |
| 12  | 6  | Makoto Tamada    | Dunlop Yamaha Tech 3 | Yamaha       | 25   | +38.720   | 16      | 4     |
| 13  | 66 | Alex Hofmann     | Pramac d'Antin       | Ducati       | 25   | +40.934   | 10      | 3     |
| 14  | 50 | Sylvain Guintoli | Dunlop Yamaha Tech 3 | Yamaha       | 25   | +44.399   | 13      | 2     |
| 15  | 56 | Shin'ya Nakano   | Konica Minolta Honda | Honda        | 25   | +54.103   | 12      | 1     |
| 16  | 10 | Kenny Roberts Jr | Team Roberts         | KR212V       | 25   | +59.655   | 18      |       |
| 17  | 7  | Carlos Checa     | Honda LCR            | Honda        | 25   | +1:02.315 | 15      |       |
| 18  | 80 | Kurtis Roberts   | Team Roberts         | KR212V       | 25   | +1:03.322 | 19      |       |

#### Ritirato
| Nº | Pilota     | Squadra       | Motocicletta | Giri | Griglia |
| -- | ---------- | ------------- | ------------ | ---- | ------- |
| 24 | Toni Elías | Honda Gresini | Honda        | 14   | 8       |

## Classe 250

### Arrivati al traguardo
| Pos | Nº | Pilota              | Squadra                     | Motocicletta | Giri | Tempo     | Griglia | Punti |
| --- | -- | ------------------- | --------------------------- | ------------ | ---- | --------- | ------- | ----- |
| 1   | 1  | Jorge Lorenzo       | Fortuna Aprilia             | Aprilia      | 23   | 40:51.620 | 1       | 25    |
| 2   | 3  | Alex De Angelis     | Master - Mapfre Aspar       | Aprilia      | 23   | +3.194    | 6       | 20    |
| 3   | 34 | Andrea Dovizioso    | Kopron Team Scot            | Honda        | 23   | +10.596   | 3       | 16    |
| 4   | 12 | Thomas Lüthi        | Emmi - Caffe Latte Aprilia  | Aprilia      | 23   | +17.100   | 5       | 13    |
| 5   | 19 | Álvaro Bautista     | Master - Mapfre Aspar       | Aprilia      | 23   | +20.298   | 7       | 11    |
| 6   | 36 | Mika Kallio         | Red Bull KTM                | KTM          | 23   | +20.566   | 8       | 10    |
| 7   | 4  | Hiroshi Aoyama      | Red Bull KTM                | KTM          | 23   | +20.615   | 9       | 9     |
| 8   | 80 | Héctor Barberá      | Toth Aprilia                | Aprilia      | 23   | +23.584   | 2       | 8     |
| 9   | 58 | Marco Simoncelli    | Metis Gilera                | Gilera       | 23   | +36.703   | 10      | 7     |
| 10  | 60 | Julián Simón        | Repsol Honda                | Honda        | 23   | +36.767   | 12      | 6     |
| 11  | 73 | Shūhei Aoyama       | Repsol Honda                | Honda        | 23   | +39.592   | 13      | 5     |
| 12  | 15 | Roberto Locatelli   | Metis Gilera                | Gilera       | 23   | +48.028   | 15      | 4     |
| 13  | 16 | Jules Cluzel        | Angaia Racing               | Aprilia      | 23   | +1:07.085 | 24      | 3     |
| 14  | 17 | Karel Abraham       | Cardion AB Motoracing       | Aprilia      | 23   | +1:11.868 | 20      | 2     |
| 15  | 44 | Tarō Sekiguchi      | Campetella Racing           | Aprilia      | 23   | +1:17.387 | 18      | 1     |
| 16  | 6  | Alex Debón          | Aprilia Racing              | Aprilia      | 23   | +1:19.654 | 4       |       |
| 17  | 8  | Ratthapark Wilairot | Thai Honda PTT-SAG          | Honda        | 23   | +1:19.822 | 22      |       |
| 18  | 25 | Alex Baldolini      | Kiefer - Bos - Sotin Racing | Aprilia      | 23   | +1:23.243 | 19      |       |
| 19  | 50 | Eugene Laverty      | Honda LCR                   | Honda        | 23   | +1:35.553 | 23      |       |
| 20  | 41 | Aleix Espargaró     | Blusens Aprilia             | Aprilia      | 23   | +1:42.529 | 14      |       |
| 21  | 14 | Anthony West        | Team Sicilia                | Aprilia      | 23   | +1:55.832 | 16      |       |
| 22  | 10 | Imre Tóth           | Toth Aprilia                | Aprilia      | 22   | +1 giro   | 26      |       |
| 23  | 31 | Álvaro Molina       | Andalucia - GFC - MAS       | Aprilia      | 22   | +1 giro   | 25      |       |

### Ritirati
| Nº | Pilota         | Squadra                     | Motocicletta | Giri | Griglia |
| -- | -------------- | --------------------------- | ------------ | ---- | ------- |
| 55 | Yūki Takahashi | Kopron Team Scot            | Honda        | 22   | 11      |
| 28 | Dirk Heidolf   | Kiefer - Bos - Sotin Racing | Aprilia      | 15   | 17      |
| 32 | Fabrizio Lai   | Campetella Racing           | Aprilia      | 11   | 21      |

### Non partito
| Nº | Pilota       | Squadra                 | Motocicletta | Griglia |
| -- | ------------ | ----------------------- | ------------ | ------- |
| 9  | Arturo Tizón | Blusens Aprilia Germany | Aprilia      | 27      |

### Non qualificato
| Nº | Pilota            | Squadra          | Motocicletta |
| -- | ----------------- | ---------------- | ------------ |
| 53 | Santiago Barragán | Team Extremadura | Honda        |

## Classe 125

### Arrivati al traguardo
| Pos | Nº | Pilota             | Squadra                    | Motocicletta | Giri | Tempo     | Griglia | Punti |
| --- | -- | ------------------ | -------------------------- | ------------ | ---- | --------- | ------- | ----- |
| 1   | 71 | Tomoyoshi Koyama   | Red Bull KTM               | KTM          | 22   | 41:06.339 | 7       | 25    |
| 2   | 14 | Gábor Talmácsi     | Bancaja Aspar              | Aprilia      | 22   | +0.049    | 1       | 20    |
| 3   | 34 | Randy Krummenacher | Red Bull KTM               | KTM          | 22   | +0.131    | 15      | 16    |
| 4   | 33 | Sergio Gadea       | Bancaja Aspar              | Aprilia      | 22   | +0.500    | 3       | 13    |
| 5   | 44 | Pol Espargaró      | Belson Campetella Aprilia  | Aprilia      | 22   | +2.081    | 18      | 11    |
| 6   | 38 | Bradley Smith      | Repsol Honda               | Honda        | 22   | +4.792    | 4       | 10    |
| 7   | 24 | Simone Corsi       | Skilled Racing             | Aprilia      | 22   | +16.840   | 9       | 9     |
| 8   | 6  | Joan Olivé         | Polaris World              | Aprilia      | 22   | +16.910   | 14      | 8     |
| 9   | 17 | Stefan Bradl       | Blusens Aprilia            | Aprilia      | 22   | +16.919   | 13      | 7     |
| 10  | 60 | Michael Ranseder   | Ajo Motorsport             | Derbi        | 22   | +16.922   | 17      | 6     |
| 11  | 11 | Sandro Cortese     | Emmi - Caffe Latte Aprilia | Aprilia      | 22   | +17.112   | 11      | 5     |
| 12  | 12 | Esteve Rabat       | Repsol Honda               | Honda        | 22   | +17.255   | 12      | 4     |
| 13  | 52 | Lukáš Pešek        | Valsir Seedorf Derbi       | Derbi        | 22   | +17.263   | 5       | 3     |
| 14  | 8  | Lorenzo Zanetti    | Team Sicilia               | Aprilia      | 22   | +23.707   | 21      | 2     |
| 15  | 77 | Dominique Aegerter | Multimedia Racing          | Aprilia      | 22   | +28.366   | 27      | 1     |
| 16  | 7  | Alexis Masbou      | FFM Honda GP 125           | Honda        | 22   | +28.637   | 22      |       |
| 17  | 29 | Andrea Iannone     | WTR No Alcol               | Aprilia      | 22   | +28.658   | 10      |       |
| 18  | 30 | Pere Tutusaus      | FMCV - Team Machado        | Aprilia      | 22   | +29.026   | 25      |       |
| 19  | 63 | Mike Di Meglio     | Kopron Team Scot           | Honda        | 22   | +29.619   | 16      |       |
| 20  | 22 | Pablo Nieto        | Blusens Aprilia            | Aprilia      | 22   | +31.800   | 20      |       |
| 21  | 15 | Federico Sandi     | Skilled Racing             | Aprilia      | 22   | +46.773   | 26      |       |
| 22  | 20 | Roberto Tamburini  | Team Sicilia               | Aprilia      | 22   | +47.361   | 29      |       |
| 23  | 18 | Nicolás Terol      | Valsir Seedorf Derbi       | Derbi        | 22   | +53.881   | 19      |       |
| 24  | 95 | Robert Mureșan     | Ajo Motorsport             | Derbi        | 22   | +54.045   | 23      |       |
| 25  | 56 | Hugo van den Berg  | Blusens Aprilia            | Aprilia      | 22   | +54.103   | 24      |       |
| 26  | 99 | Danny Webb         | De Graaf Grand Prix        | Honda        | 22   | +1:20.170 | 35      |       |
| 27  | 76 | Iván Maestro       | AV - Matteoni Racing       | Aprilia      | 22   | +1:36.934 | 34      |       |

### Ritirati
| Nº | Pilota            | Squadra               | Motocicletta | Giri | Griglia |
| -- | ----------------- | --------------------- | ------------ | ---- | ------- |
| 55 | Héctor Faubel     | Bancaja Aspar         | Aprilia      | 18   | 2       |
| 85 | Philipp Eitzinger | Wintex Racing Austria | Honda        | 12   | 30      |
| 53 | Simone Grotzkyj   | Multimedia Racing     | Aprilia      | 11   | 28      |
| 75 | Mattia Pasini     | Polaris World         | Aprilia      | 2    | 8       |
| 35 | Raffaele De Rosa  | Multimedia Racing     | Aprilia      | 2    | 6       |
| 51 | Stevie Bonsey     | Red Bull KTM          | KTM          | 1    | 32      |
| 37 | Joey Litjens      | De Graaf Grand Prix   | Honda        | 0    | 31      |

### Non partito
| Nº | Pilota        | Squadra          | Motocicletta | Griglia |
| -- | ------------- | ---------------- | ------------ | ------- |
| 13 | Dino Lombardi | Kopron Team Scot | Honda        | 33      |